# Forerunner (DC Comics)
Forerunner  (Viza'Aziv) es un personaje ficticio como Antihéroe creada por la editorial DC Comics. Ella apareció por primera vez en Cuenta Atrás para la Crisis Final #46 (agosto de 2007), y fue creado por Jimmy Palmiotti, Justin Gray y Jesus Saiz.

## Biografía ficticia del personaje
el origen del personaje conocido como Forerunner cuyo nombre es Viza'Aziv, así como la historia de su raza, es narrada en Cuenta Atrás para la Aventura #1. El planeta de los Forerunners es el planeta Tierra de un universo alternativo conocido como Tierra-48, devastada por años de guerra destructiva. Los otras "Nueve Casas" (los planetas y los planetas enanos del sistema solar) declararon al planeta una guerra interplanetaria abierta en la que iban a luchar por la ocupación del planeta. Los sobrevivientes de estas guerras (los más aptos y los más fuertes) se mantuvieron en el planeta y se cruzaron, sin saberlo, guiados sin saberlo por los monitores. Del proceso produjo la raza de los Forerunners, una especie que posee rasgos de seres humanos mezclados con seres de otros planetas, como marcianos verdes y saturnianos. Cuando las Nueve Casas decidieron que los Forerunners eran una amenaza que debía ser eliminada, los Monitores intervinieron y formaron un pacto con las nueve casas: los monitores mantendrían los Forerunners alejados para evitar un enfrentamiento contra las Nueve Casas. Para sus propios fines, los monitores nombrarían a un Forerunners como su propio instrumento riguroso de muerte, a quien también llamaron Harbinger.
Viza es un miembro de una raza genéticamente modificada de guerreros encargada para servir a los monitores, y fue asignada por un monitor para matar a los seres anómalos que habitan en el Multiverso. En su primera aparición, ella luchó contra Jason Todd y Donna Troy durante su investigación respecto a la muerte de Duela Dent. Después de no poder eliminar a los dos, fue acusada por uno de los monitores y sufrió una crisis de confianza sobre ella. Con la promesa de permanecer en la Tierra hasta que ella recuperase la confianza de los monitores, la Forerunner contactó más tarde al Capitán Atom (ahora llamado Monarca) quien la contrató para que le ayudase en sus planes. Acusó a los Monitores de contar con Harbinger y Dark Angel, para acabar con la raza de los Forerunners. Forerunner y Monarca se dispusieron a realizar sus planes en un lugar conocido como La purga, donde arman un ejército para poderle hacerle la guerra a los Monitores.

### Cuenta atrás para la Crisis Final
Monarca le da a conocer a Viza'Aziv que fue elegida como guerrera de los monitores porque temían algo en ella: era el resultado inesperado del programa de críanza que creó a los Forerunners. Viza es enviada por Monarca para reclutar los miembros de la Liga de la Justicia Axis de Tierra-10 y a los Conjuradores de Tierra-33. Los Conjuradores fueron advertidos de la llegada de Viza por Dark Angel, que se disfrazó como Oracle. Forerunner es entonces capturada, y Dark Angel revela a sí misma; Forerunner en última instancia logra detenerlos. Aunque Dark Angel escapa, y en ese momento llega Monarca, reprende a Viza por sus intentos de reunir a nuevos reclutas. Cuando regresan a La Purga, Monarca ataca a Forerunner para verificar su autoridad. Ella lo ataca, pero se da cuenta de que si destruye el traje de Monarca sería perjudicial porque desataría una explosión catastrófica, y ella termina cediendo.
Monarca le informa a Forerunner que en la Arena un torneo está a punto de comenzar, y que él no necesita sus servicios por mucho tiempo. Él la teletransporta a una región desconocida del espacio. Forerunner es rescatada por una nave de carga que pasa, y es atacada por piratas espaciales. Forerunner aborda al barco pirata, matando al capitán, y desaloja a todos los miembros no necesarios de la tripulación. La nave es atacada por una flota Thanagariana. El líder de la nave insignia, busca al capitán original de la nave, exige su rendición. En respuesta, Forerunner desafía a su líder, Royal Eagle, a un combate singular. Viza invoca el derecho de elección, una costumbre en su mundo de origen, potenciando al vencedor de tomar cualquier premio que deseen. Después de derrotar a Eagle y sus tropas, Viza le toma como premio; convirtiéndose en esclavo sexual que inicialmente era reacio a sus demandas. El nave llega hasta la pared de la fuente, en el que descubre que tiene un enorme agujero en su centro.
La tripulación se encuentra con una nave espacial de la Tierra con un joven en estado criogénico, quien le traen a bordo. Forerunner ordena a la tripulación a pasar a través de la pared, donde ven a las fuerzas de Monarca luchando contra los Monitores. Forerunner localiza la base de los monitores, lo que conduce a los eventos observados en Cuenta Atrás para la Crisis Final #15: ataca al monitor llamado Salomón; en ese momento Superman-Prime llega y brutalmente mejorado. En el #13, ella ataca de nuevo a Salomón mientras que en el primer combate de Monarca, falla una vez más sin éxito. Antes de que Salomón puede acabar con ella, Darkseid aparece, y convence a Salomón de unirse a él en Apokolips.
Después de regresar a la nave, Forerunner le dice que si pasa a través de la pared de la fuente agotará las reservas de energía de las naves, y que sólo dispondrá de 48 horas de energía y oxígeno. La nave termina atrapada en un lugar donde no existe ningún espacio, y la tripulación se pone en contacto con un planeta sensible, que les ofrece combustible que necesitan a cambio de escoltarles al planeta joven en todo el sector. Durante el viaje son atacados, y, a petición del joven planeta, Forerunner coloca una gota de su sangre sobre su Tierra, lo que le permite crear anticuerpos a partir de su ADN. Cuando se haya completado su tarea, le revela que el joven planeta pronto hará una nueva raza de Forerunners de la sangre de Viza. Viza decide quedarse con el planeta, y convertirse en la madre de la nueva raza.

## Poderes y habilidades
Viza'Aziv posee una considerable fuerza sobrehumana y resistencia a cualquier lesión. Ella es capaz de resistir disparos de un rifle automático y es lo suficientemente resistente que hasta Donna Troy fue herida simplemente por golpearla. Forerunner puede moverse a velocidades muy superiores a la de un ser humano normal. Su tasa de aceleración y velocidad máxima nunca se determinó, pero que ella era lo suficientemente rápida que un ser humano normal y no podría seguir sus movimientos. Sin embargo, parece que aunque en general es más rápida que un humano normal, estas hazañas considerables sobre su velocidad sobrehumana son sólo una ayuda temporal. Debido al estilo de vida en general de su especie, tiene armas excesivas y posee formación en combate cuerpo a cuerpo. Ha derrotado a numerosos superhumanos en el Multiverso. Ella posee telepatía y la capacidad de convertirse temporalmente invisible, presumiblemente por su ascendencia Marciana. Ella también se le ha visto lanzar varios tipos de picos a los enemigos. Viza también lleva guantes con los dedos fuertemente inclinados para que ella pueda utilizar como un arma para reducir a sus enemigos.
En este punto, no está claro si las habilidades de Viza Aziv son típicas de su raza, aunque la evidencia parece sugerirlo. Todos los miembros de su raza tienen una genética prueba de fallos que les impide atacar a los Monitores.